# 茂木哲也
茂木 哲也（もてき てつや、1971年7月20日 - ）は、日本の実業家。ピナイ家事代行サービスを運営する株式会社ピナイ・インターナショナル代表取締役。

## 来歴
1971年7月、香川県生まれ。神奈川県横浜市出身。1990年3月麻布中学校・高等学校卒業、1994年3月慶應義塾大学法学部政治学科卒業を経て株式会社博報堂へ入社。
2000年6月、株式会社ワーキング・ヘッズ設立。携帯電話向けコンテンツ制作およびWEB制作受託をおこなう。
2008年4月、株式会社なゆたネット設立。インターネット動画配信サービス用の技術支援を提供。
2016年7月、株式会社ピナイ・インターナショナル設立。家事支援外国人受入事業を活用しフィリピン人家政婦による家事代行サービス（ピナイ家事代行サービス）を提供。
2019年12月、株式会社ワーキング・ヘッズおよび株式会社なゆたネットをM&Aにより売却。
2021年4月より、現代版「マネーの虎」である「令和の虎」で虎（投資家）としてレギュラー出演中。2021年当時、レギュラー出演している虎の中では最年長であった。
2023年より「令和の虎」の派生版である『リベンジ版 Tiger Funding』を主宰。
2024年8月、青い令和の虎CHANNELにて更新される「大学生版令和の虎」のチェアマンに就任。
2025年4月、「令和の虎」のサブチャンネルとして「令和の虎Second」を配信スタート。

## 人物
- 座右の銘は「常に真摯たれ」[3]。
- 自他ともに認める「令和の虎」の大ファンである。「令和の虎ファンクラブ」に入っていたところ岩井主宰から虎として出演オファーされた[4]。
- 好きな映画は『ゴッドファーザー』[3]。

## 出演
- 『令和の虎』（YouTubeチャンネル、2021年 - ）
- 『ピナイ茂木チャンネル』（YouTubeチャンネル、2021年 - ）